# Linden (Dithmarschen)
Linden ist eine Gemeinde im Kreis Dithmarschen in Schleswig-Holstein. Lindener Koog, Brandmoor, Pahlkrug und Glüsenger Weg liegen im Gemeindegebiet.

## Geografie

### Lage
Linden liegt im Kreis Dithmarschen, 130 km nordwestlich von Hamburg, 30 km von der Nordsee und 8 km von der Eider entfernt.

### Nachbargemeinden
Nachbargemeinden sind im Uhrzeigersinn im Norden beginnend die Gemeinden Hennstedt, Glüsing, Schalkholz, Tellingstedt (Exklave Rederstall), Barkenholm, Norderheistedt und Süderheistedt (Exklave Hägen) (alle im Kreis Dithmarschen).

## Geschichte
Der Name Linden hat seinen Ursprung in dem Wort „lin“. Dieses Wort bedeutet Laubbaum, das Wort Linden also Siedlung am Laubwald. 
Die erste Besiedlung geht auf die Steinzeit zurück. 1402 wird Linden erstmals urkundlich erwähnt.
Am 1. April 1934 wurde die Kirchspielslandgemeinde Hennstedt aufgelöst. Alle ihre Dorfschaften, Dorfgemeinden und Bauerschaften wurden zu selbständigen Gemeinden/Landgemeinden, so auch Linden.

## Politik

### Gemeindevertretung
Bei der Kommunalwahl am 14. Mai 2023 wurden insgesamt elf Sitze vergeben. Von diesen erhielt die Wählergemeinschaft Unabhängige Lindener Bürger sechs Sitze und die Allgemeine Wählergemeinschaft Linden fünf Sitze.

### Wappen
Blasonierung: „Gespalten von Silber und Rot. Vorn in schwarzem, mit einem silbernen Balken belegtem Schildfuß wurzelnd ein grüner Lindenbaum am Spalt, der einen kleineren, ebenfalls im Schildfuß wurzelnden grünen Lindenbaum teilweise überdeckt. Hinten am Spalt das silberne holsteinische Nesselblatt.“

### Gemeindepartnerschaften
Überregionale Bedeutung erhielt Linden durch die internationale  Aktion „Linden grüßt Linden“ mit offiziellen Partnerschaften zwischen sechs europäischen Gemeinden und vielen anderen Kontakten weltweit. 1977 wurde die Gemeinde Linden mit der Ehrenfahne des Europarates und 1989 mit der Europaplakette ausgezeichnet.

## Wirtschaft und Infrastruktur
Von 1905 bis 1937 hatte der Ort einen Bahnanschluss mit der Kreisbahn Norderdithmarschen.

## Schulen
Im August 2010 wurde die Grundschule Linden aufgrund sinkender Schülerzahlen geschlossen. Der Kindergarten besteht weiter.

## Sport
Der TSV Linden ist der örtliche Sportverein der Gemeinde Linden. Dieser breitensportlich orientierte Verein führt die Sportarten Judo, Fußball, Badminton, Völkerball, Turnen, Tischtennis, Golf sowie die Gesundheitssportgruppen Yoga, Pilates, Rückenschule/Wirbelsäulen-Gymnastik.

## Sonstiges
Im Ortsteil Pahlkrug, nördlich der Landstraße Heide/Pahlen, befindet sich das 1879 entdeckte sehr gut erhaltene Ganggrab von Linden-Pahlkrug.